# 인테르링구아
인테르링구아(Interlingua, 인터링과)는 1951년에 알렉산데르 고데(Alexander Gode)에 의해 만들어진 국제어이자 인공어이다. 이 언어는 간략화된 라틴어로 볼 수 있으며, 문법과 어휘는 영어, 프랑스어, 스페인어 그리고 포르투갈어에서 가져왔다.

## 연혁
굴절 없는 라틴어(Latino sine flexione)라고도 불린다. 1903년 이탈리아의 수학자 주세페 페아노가 만들었는데, 수많은 방언이 생겨났고 혼란이 빚어져 잘 쓰이지 않게 되었다. 그 뒤 1940년대 말∼1950년대 초에 걸쳐 언어학자인 알렉산데르 고데(Alexander Gode)가 국제보조어협회(IALA)의 후원을 얻어 다시 공식화하였으며, 국제과학협회에서는 이 언어의 사용을 장려했다.
약 25개국, 천여 명의 사람이 사용하고 있으며, 1887년에 만들어진 에스페란토의 대안으로서의 가능성도 인정되고 있다. 언어의 사용은 대체로 문자언어로 국한되어 있다. 국제과학잡지들이 논문 초록과 요약을 인테르링구아로 발간했지만 널리 쓰이지 않는다.

## 문법
현재의 문법은 에스페란토보다도 단순하여, 명사 형태는 라틴어의 탈격에서 차용한 1가지뿐이며 남성·여성·중성의 구별이 없고 격도 없다. 복수형은 ‘∼s’ 1가지이고 형용사의 형태도 1가지이다. 명사와 형용사의 일치도 없다. 정관사는 하나이고, 동사는 인칭이나 수에 따라 어형변화를 하지 않는다.

## 같이 보기
- 에스페란토
- 인터슬라빅
- 이도 (언어)
- 인테르링구에
- 노비알
- 혼종어